# Ксерофіли
Ксерофіли (від дав.-гр. Ξερός — «сухий» і φιλέω — «люблю») — тип екстремофілів, організми, які мешкають в умовах вкрай низької вологості й не переносять високу вологість.
Дані організми здатні переносити високу сухість повітря в поєднанні з високою температурою. У них добре розвинені механізми регуляції водного обміну і пристосування до збереження води в організмі. Багато з них для підтримки життєдіяльності пристосувалися використовувати метаболічну воду, що утворюється шляхом окиснення ліпідів.

## Ксерофільні тварини

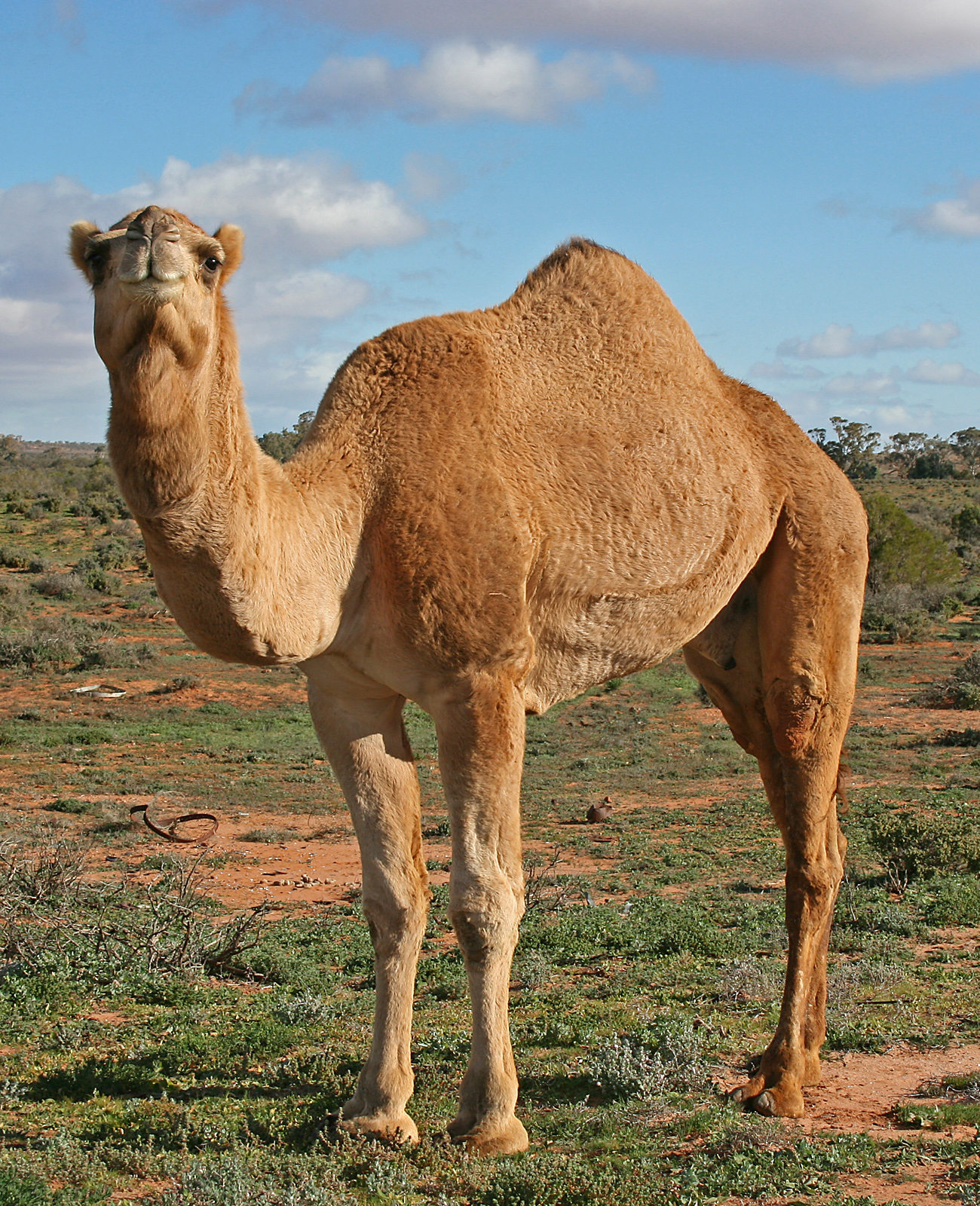
Верблюд одногорбий

Ксерофільні тварини — наземні тварини, що живуть у місцевостях зі зниженою вологістю повітря. До них належать переважно мешканці пустель, напівпустель та інших посушливих місць. До них належать багато гризунів (тушканчики, піщанки тощо), ряд копитних (верблюди), багато ящірок, деякі черепахи (напр., слонова черепаха), багато комах.
Ксерофільні тварини можуть довго обходитися без води, використовуючи метаболічну воду (верблюди, деякі тушканчики), запасаючи її в сечовому міхурі (слонова черепаха, австралійська жаба) або отримуючи з їжею (плазуни, ряд птахів, багато гризунів, комахоїдні і дрібні хижі ссавці). Багато ксерофільних тварин можуть впадати в літню сплячку (гризуни, черепахи, жаби), іншим «економити воду» допомагає сезонна діапауза. У плазунів, що мешкають у посушливих регіонах, відсутні шкірні залози. Вони виділяють сечову кислоту, а не сечовину, що вимагає для розчинення більше води. У ксерофільних тварин різко знижена втрата води через поверхню тіла, дихальні оболонки й з продуктами обміну (комахи виділяють їх твердими або напіврідкими, реадсорбуючи воду в задній кишці).
Серед безхребетних тихоходи (наприклад, Hypsibius dujardini) здатні переносити зневоднення тіла до 1,5—2 % від норми, після чого зберігають життєздатність.

## Ксерофільні рослини

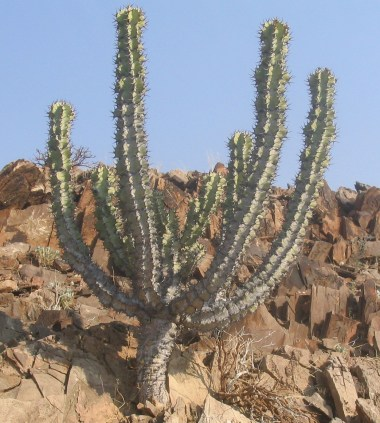
Ксерофіт Euphorbia virosa

Рослини-ксерофіли, сухих середовищ, що здатні переносити тривалу посуху («посухостійкі»), називають ксерофітами.
Ксерофіти складають типову флору пустель і напівпустель, зустрічаються на морському узбережжі та в піщаних дюнах.
Такі рослини різним чином адаптовані до посушливих умов, в яких вони ростуть. Деякі переживають екстремальні періоди у вигляді насіння і спор, які після випадання дощу можуть проростати; нові рослини іноді за чотири тижні встигають вирости, зацвісти й дати насіння, яке буде перебувати в стані спокою до наступного дощового періоду; до таких рослин, наприклад, належить ешшольція каліфорнійська (Eschscholzia californica).